# Beat
|  | Per a altres significats, vegeu «Beat (desambiguació)». |

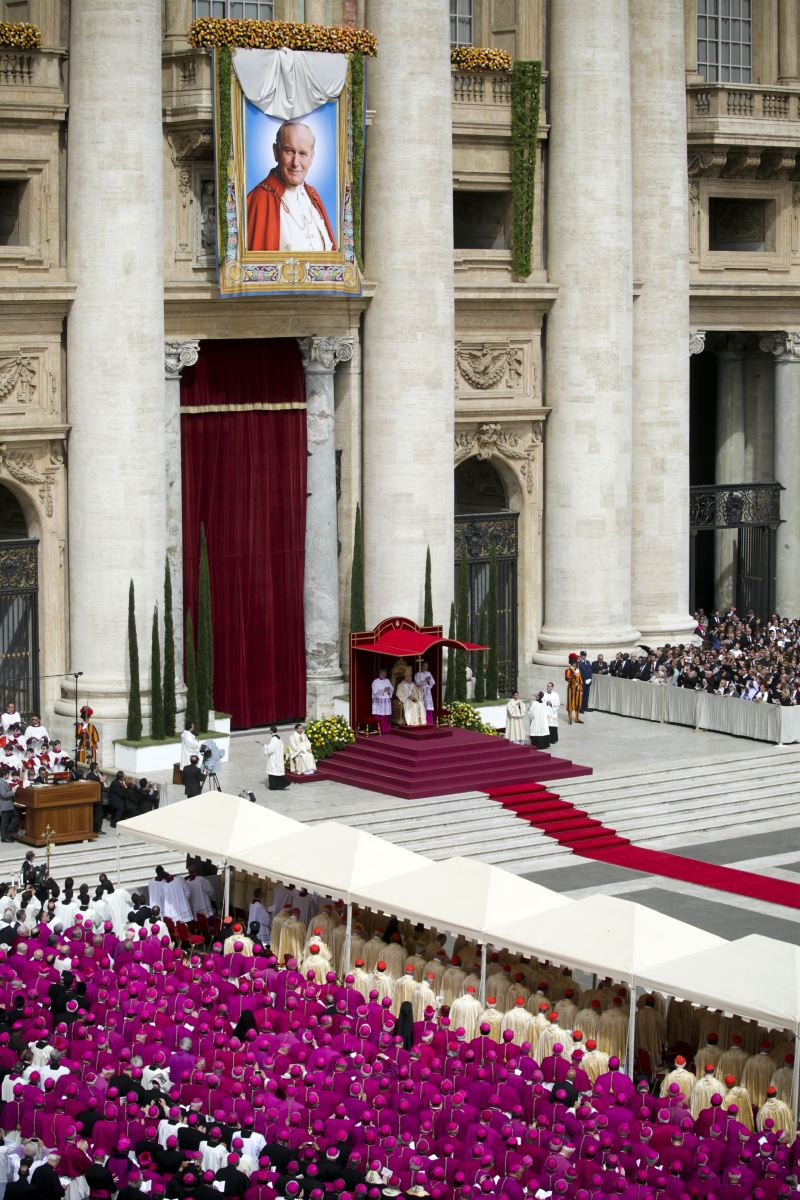
La beatificació de Joan Pau II a la plaça de Sant Pere del Vaticà

En la religió catòlica beat és un títol pòstum atorgat a una persona difunta, o bé per què ha viscut una vida de santedat i ha realitzat un miracle després de la seva mort, o bé per què ha mort màrtir. Després, perquè un beat sigui proclamat sant cal provar l'existència d'un segon miracle, o d'un primer miracle en el cas d'un màrtir.

## Procés de beatificació
El papa o el bisbe local procedeix a la beatificació en nom de l'Església Catòlica Romana després d'un procés administratiu i judicial conduït per la Congregació per a les Causes dels Sants de la Santa Seu a la Ciutat del Vaticà. Fins a 1983, el procediment fei part del dret canònic. Des de la reforma del 1983 sota Joan Pau II, es fa segons una llei pontifícia particular, divinus perfectionis magister (llatí) (El mestre diví de la perfecció). El beat pot ser venerat en públic en una regió determinada, generalment la regió que va demanar la seva beatificació. La consideració de beat constituïx el tercer pas en el camí cap a la canonització. El primer és servent de Déu, el segon venerable, el tercer beat i el quart sant. El terme prové del llatí beatus (feliç), per la creença que ja està al paradís.

### Vida de santedat
En el cas d'una vida de santedat, el procediment comença quan el bisbe de la regió on va néixer, viure o morir el candidat fa recollir proves i testimonis que permetin provar que la persona va viure en santedat o va practicar heroicament les virtuts cristianes. Si és així, és declarat «Servent de Déu». El bisbe presenta llavors el cas a la Santa Seu, a la Congregació per a les Causes dels Sants, amb la biografia completa, i evidències dels fets, i, si n'hi ha, del miracle atribuït a la persona. Aquest cas és avaluat per un grup d'experts en ciències (catòlics i no catòlics) i teòlegs. Si el cas és aprovat el candidat és declarat «venerable» i si hi ha un miracle i queda demostrat que ha estat realitzat per la intercessió de la persona, és proclamat «beat».

### Màrtir
En cas que sigui un màrtir, tota la investigació se centra a demostrar que el «servent de Déu» va morir per odi de la fe, i no cal acreditar la vida de santedat ni cap miracle.